# Thomas Koep
Thomas Koep, né le 15 septembre 1990 à Cologne, est un coureur cycliste allemand.

## Biographie
En mars 2018, il s'impose en solitaire sur le Grand Prix des Carreleurs, une course du calendrier amateur français.

## Palmarès et résultats

### Palmarès par année
- 2009
  - 3e étape des Deux Jours de Venhuizen
- 2011
  - 2e du Tour de Berlin
- 2013
  - Tour de l'Oder :
    - Classement général
    - 1re étape

  - 3e du Rund um den Elm
- 2014
  - 3e du Tour de l'Oder
- 2017
  - Circuit de Schijndel
  - Tour de Bünde
  - Großer Alpecin-Preis
- 2018
  - Grand Prix des Carreleurs
  - Großer Straßenpreis des Donnersbergkreises
- 2019
  - Tour de Hamm
  - Volksbank Giro
  - 3e du Grand Prix Nieuwkerken-Waas

### Classements mondiaux
| Année           | 2010   | 2011 |
| --------------- | ------ | ---- |
| UCI Europe Tour | 1 001e | 444e |